# Маслина (плід)
Олива або маслина — плід маслини європейської (Olea europaea). Це найдавніший представник культурних рослин Середземномор'я та кліматично подібних земель.

## Поживні речовини
М'якоть плода містить 30-40 % рослинної олії, вуглеводи, вітамін A (каротин), вітаміни B, C.
Маслини та оливкова олія є давнім рослинним продуктом, як виноград та вино. Оливкова олія має детоксичний вплив на організм, запобігає старінню, сердечним хворобам, поліпшує травлення та підвищує апетит. Є частиною т. зв. середземноморської дієти. Як лікарський засіб оливкова олія допомагає проти шкірних хвороб.

## Урожай та зберігання
Урожай збирають восени, а темніють маслини у грудні. Не є окремими плодами, зелені оливи є недозрілими, але мають повну масу плодів.
Плід при повній дозрілості темно-синій, чорний, часто з восковим нальотом, важить до 15 г.
Головними виробниками маслин й оливкової олії є Іспанія, Італія, Греція і частина Північної Африки.
Свіжозібрані оливи не є поживними через надмірну гіркоту. Цю гіркоту нейтралізовують лугуванням, а потім оливи консервують. Такі оливи споживають як додаток при їжі. Ніжні темні маслини відбирають за якістю, часто лугують зелені оливи з доступом повітря, від чого вони набувають темного забарвлення. Про таке неприродне забарвлення можна дізнатися, бо в складі продукту є зазначені консерванти E579 або E585.
Найціннішим продуктом, який виробляють з оливи, є оливкова олія. Дозрілі плоди інколи мають вміст олії до 80 %. Найкращу олію отримують простим методом, пресуванням олив, така олія має назву Extra Virgin oil (перша стадія витисканя). Нижчої якості олію отримують гарячим пресуванням з м'якоттю, яка лишилася з першої стадії пресування; така олія називається Pomace oil. Ця олія може використовуватися в косметиці або малярстві.